# Municipio de Harrison (condado de Grundy)
El municipio de Harrison (en inglés: Harrison Township) es un municipio ubicado en el condado de Grundy en el estado estadounidense de Misuri. En el año 2010 tenía una población de 108 habitantes y una densidad poblacional de 1,89 personas por km².

## Geografía
El municipio de Harrison se encuentra ubicado en las coordenadas 40°10′36″N 93°42′4″O / 40.17667, -93.70111. Según la Oficina del Censo de los Estados Unidos, el municipio tiene una superficie total de 57.01 km², de la cual 55,97 km² corresponden a tierra firme y (1,83 %) 1,04 km² es agua.

## Demografía
Según el censo de 2010, había 108 personas residiendo en el municipio de Harrison. La densidad de población era de 1,89 hab./km². De los 108 habitantes, el municipio de Harrison estaba compuesto por el 89,81 % blancos, el 5,56 % eran amerindios, el 4,63 % eran de otras razas. Del total de la población el 0 % eran hispanos o latinos de cualquier raza.